# الکساندریا (روستا)
الکساندریا (روستا) (به لاتین: Aleksandria (village)) روستایی در بلغارستان است که در استان دوبریچ واقع شده‌است.